# Наш двор (фильм, 1956)
«Наш двор» — художественный фильм, Грузия-фильм, 1956, Лирическая драма.

## Съемочная группа
- Режиссёр: Резо Чхеидзе
- Оператор: Георгий Челидзе
- Композитор: Арчил Кереселидзе
- Художники: Гиви Гигаури, Кахи Хуцишвили

## Сюжет
Лирическая повесть о жителях одного тбилисского двора, где люди живут, разделяя радости и печали друг друга.

## В ролях
- Сесиль Такаишвили
- Акакий Кванталиани
- Лейла Абашидзе
- Софико Чиаурели
- Георгий Шенгелая
- Леван Пилпани
- Гоча Абашидзе
- Дудухана Церодзе
- Нодар Пиранишвили
- К. Мгалоблишвили
- З. Гудавадзе
- Тамара Абашидзе
- Нина Давиташвили
- Григол Ткабладзе
- Ипполит Хвичия
- Георгий Давиташвили

## Призы
Золотая медаль (в разделе фильмов, созданных молодыми кинематографистами) МКФ в рамках Всемирного фестиваля молодежи и студентов в Москве-57.